# U-Bahn-Station Oberlaa
Oberlaa is een metrostation in het district Favoriten van de Oostenrijkse hoofdstad Wenen. Het station werd geopend op 2 september 2017 en wordt bediend door lijn U1.

## Geschiedenis
Op 26 januari 1968 werd besloten om een metronet in Wenen aan te leggen met drie lijnen waaronder de U1 tussen Reumannplatz en Praterstern. De nadere uitwerking van het metronet, de U-Bahn-Netzvariante M uit 1970, omvatte een veel groter net met verlengingen die pas later zouden worden toegevoegd. Hierin was geen verbinding met Oberlaa voorzien en in verband met de Wiener Internationale Gartenschau 74 in het Kurpark Oberlaa werd een vrije trambaan langs de Donauländebahn gebouwd die tot 2014 werd bereden door tramlijn 67. Deze volgde de route van de U1 tussen Reumannplatz en Oberlaa. Tijdens de bouw van de U1 werd de tramlijn eerst ingekort tot de Per-Albin-Hansson-Siedlung en op 2 september 2017 werd de tramdienst gestaakt.

## Ligging en inrichting
Het station ligt vlak ten zuiden van het Kurpark Oberlaa langs de Donauländebahn aan de zuidrand. Aan de zuidkant van het spoor ligt iets verder naar het oosten de oude dorpskern van Oberlaa. Het westelijke perroneinde is verbonden met een voetgangerstunnel onder de U1 en de Donauländebahn tussen de Laaer-Berg-Straße en de Hämmerlegasse. Het oostelijke perroneinde is verbonden met een loopbrug tussen de Thermen en een trappenhuis met uitgangen bij de Laaer-Berg-Straße en de Biererlgasse. Op het terrein rond het station liggen loodsen voor de stalling en onderhoud van metrostellen, een P&R terrein en een fietsenstalling.

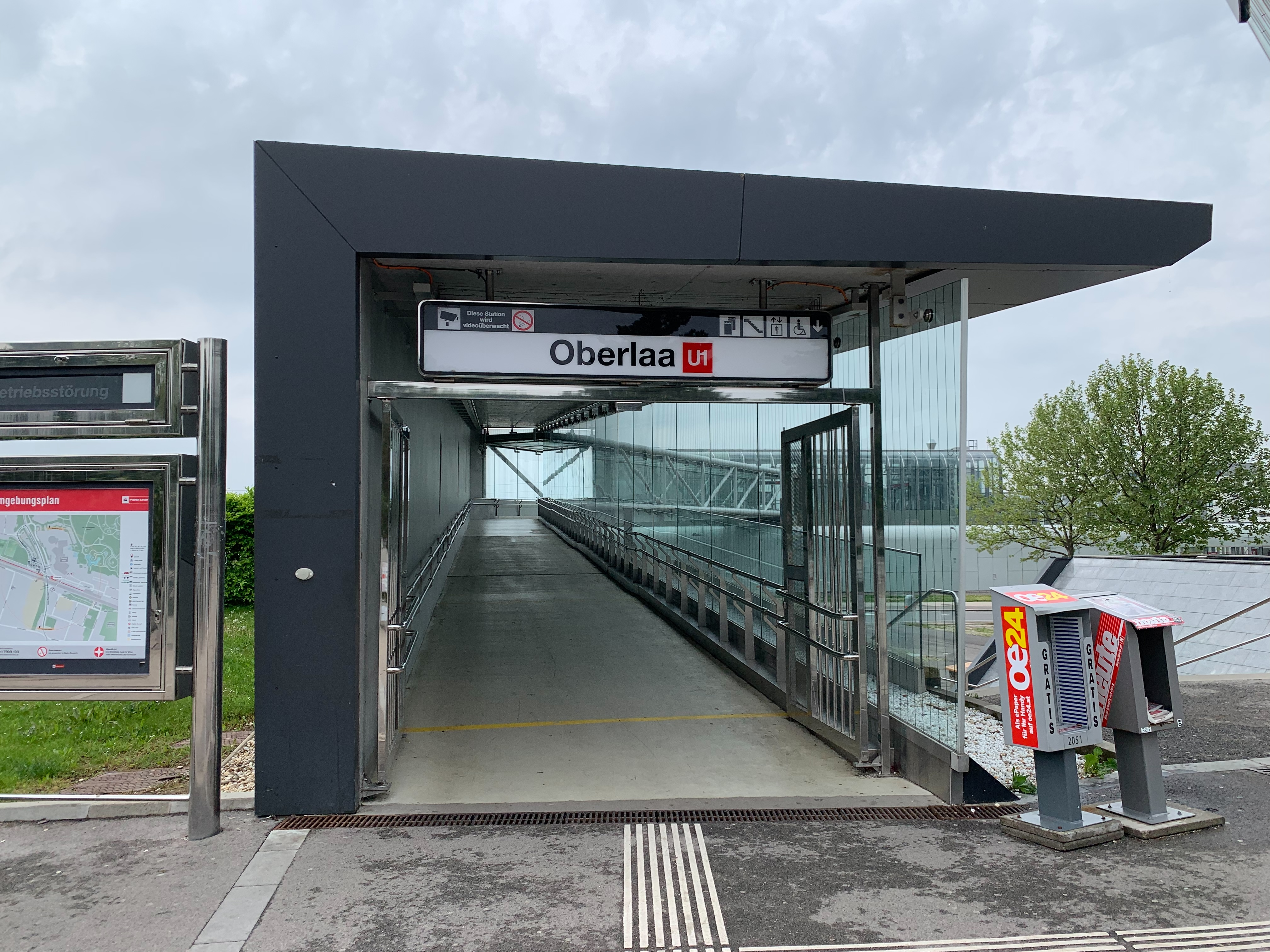
De toegang tot de loopbrug naast de thermen.
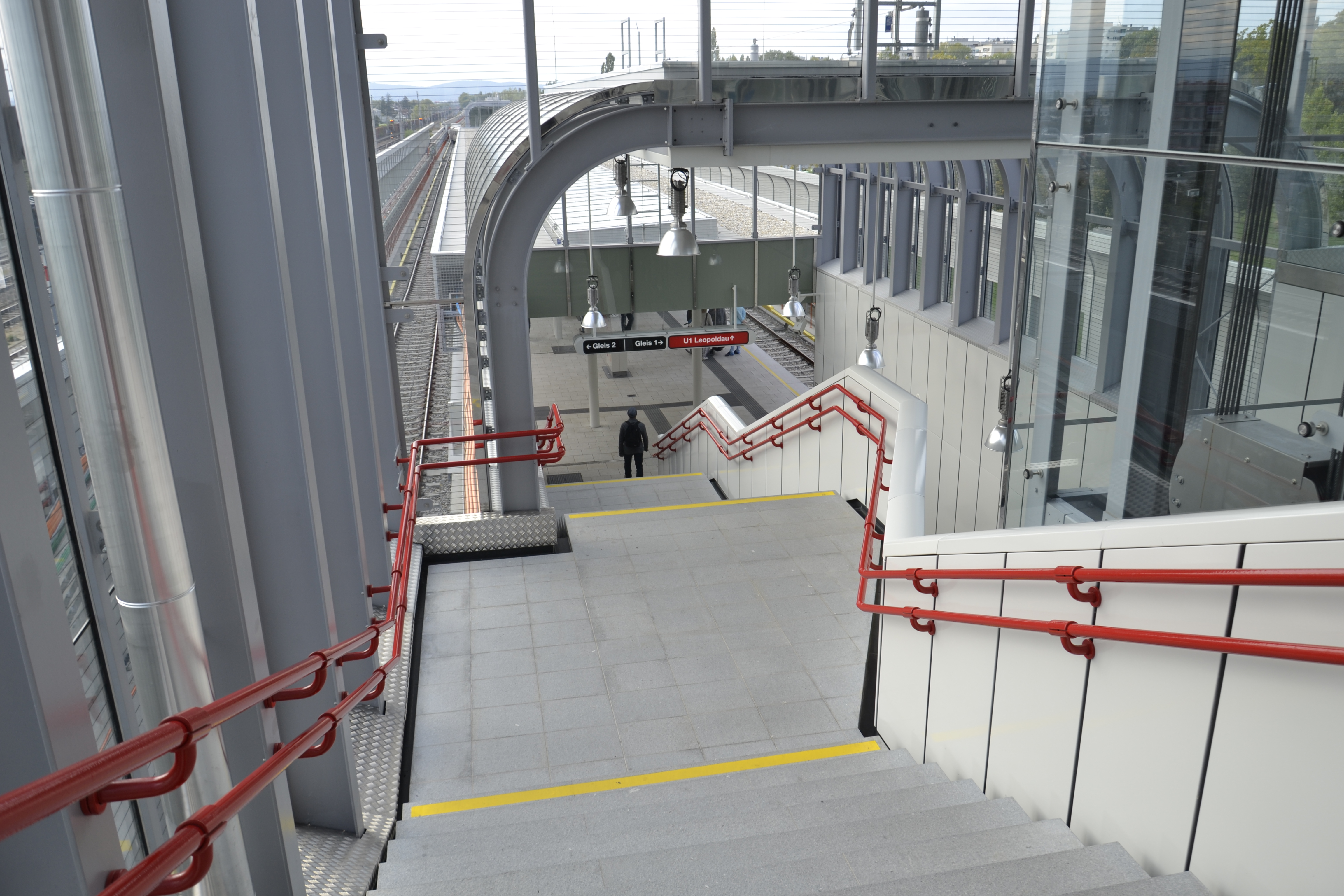
De toegang vanaf de loopbrug.
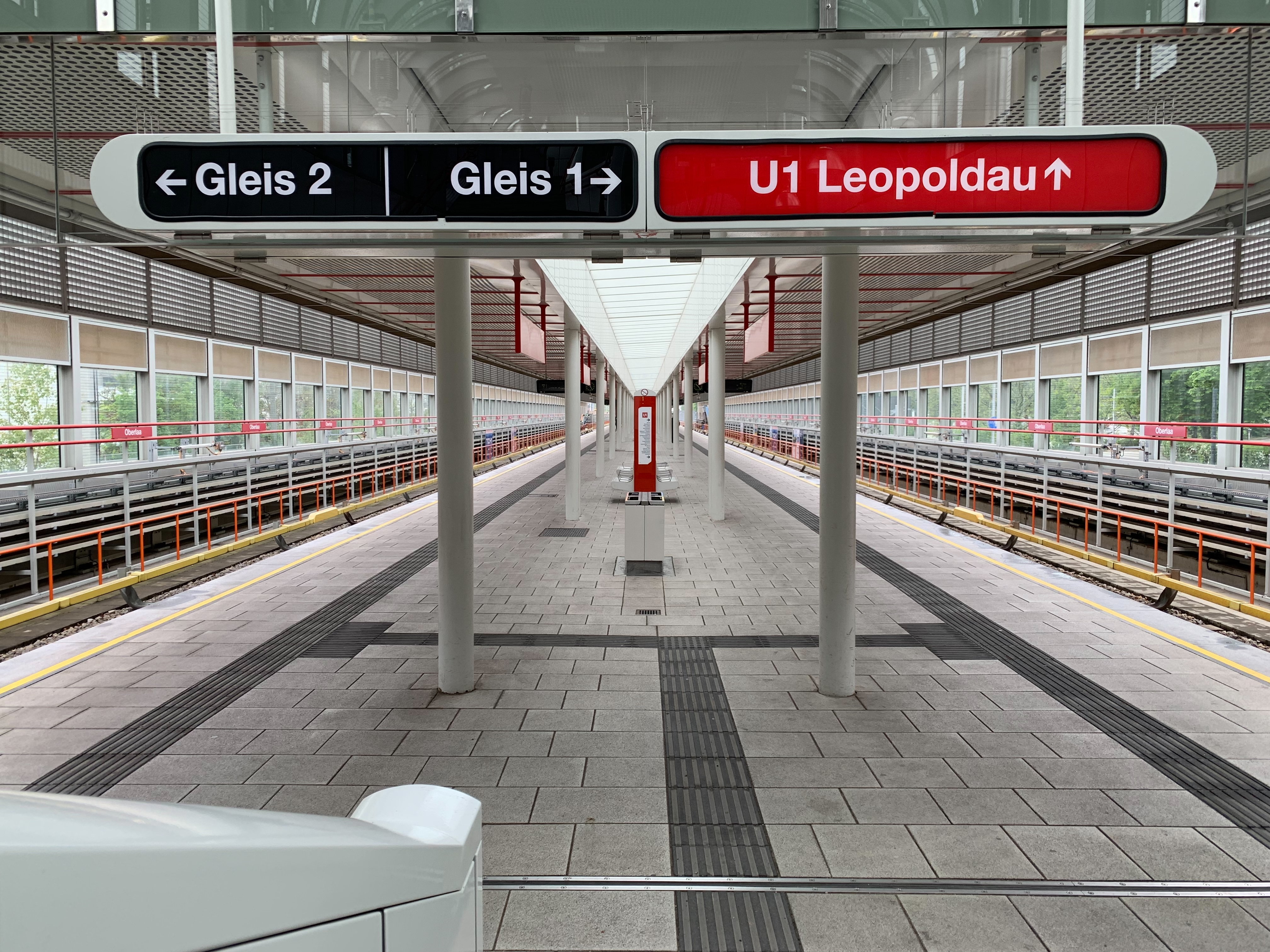
Het perron gezien uit het oosten.